# Списак добитника Нобелове награде из Израела
Нобелова награда је престижна међународна награда која се сваке године додељује за изузетна научна истраживања, револуционарне изуме или значајан допринос култури и развоју друштва у областима хемије, физике, физиологије и медицине, економије, књижевности и мира. Сваки добитник Нобелове награде добија златну медаљу, диплому и новчани износ који се сваке године одређује од стране фондације Алфреда Нобела.
Нобелове награде додељују четири институције: Шведска краљевска академија наука (хемија, физика и економија), Шведска академија (књижевност), Нобелова скупштина Краљевског института (физиологија и медицина) и Норвешки Нобелов комитет (награда за мир). Сваке године одговарајући Нобелови комитети шаљу појединачне позиве хиљадама научника, академика и универзитетских професора из различитих земаља са молбом да предложе кандидате за Нобелове награде за наредну годину. Кандидати се бирају тако да међу номинованима буду заступљени представници што већег броја земаља и универзитета. Нобелове награде, осим награде за мир, уручују се у Стокхолму на годишњој церемонији доделе која се одржава на годишњицу Нобелове смрти, 10. децембра. Церемонија доделе награда у Шведској одржава се у Концертној дворани у Стокхолму, а одмах након ње у Стокхолмској градској кући приређује се Нобелов банкет. Раније је церемонија доделе Нобелове награде за мир одржавана у Норвешком Нобеловом институту (1905—1946) и у свечаној сали Универзитета у Ослу (1947—1989), а од 1990. године до данас одржава се у градској већници у Ослу. Кулминација церемоније доделе Нобелове награде у Стокхолму је тренутак када сваки лауреат излази напред и добија награду из руку краља Шведске. У Ослу председник Норвешког Нобеловог комитета уручује Нобелову награду за мир у присуству краља Норвешке и норвешке краљевске породице.
Награда је први пут установљена 1901. године, а закључно са 2024. годином Нобелову награду добило је 13 држављана Израела, и то три лауреата за економију у сећање на Алфреда Нобела, један за књижевност, шест за хемију и три за мир. На списак су укључени лауреати који су у тренутку доделе награде имали држављанство те земље. Први од њих био је Шмуел Агнон, који је 1966. године добио награду у области књижевности, а последњи Џошуа Ангрист, један од лауреата награде за економију 2021. године.

## Лауреати
| Бр. | Година | Фотографија       | Лауреат                          | Област     | Образложење                                                                                 | Напомена                                                             | Реф.   |
| --- | ------ | ----------------- | -------------------------------- | ---------- | ------------------------------------------------------------------------------------------- | -------------------------------------------------------------------- | ------ |
| 1   | 1966.  | Шмуел Јосиф Агнон | Шмуел Јосиф Агнон (1887—1970)    | књижевност | за његову дубоко карактеристичну наративну уметност са мотивима из живота јеврејског народа | награда је подељена са Нели Закс                                     | [ 12 ] |
| 2   | 1978.  | Менахем Бегин     | Менијем Рахамим Меир (1887—1970) | мир        | за мировни споразум закључен између Израела и Египта                                        | [ в ]                                                                | [ 14 ] |
| 3   | 1994.  | Шимон Перес       | Шимон Перес (1923—2016)          | мир        | за њихове напоре да створе мир на Блиском истоку                                            | награда је подељена са Јасер Арафатом                                | [ 16 ] |
| 4   | 1994.  | Ицхак Рабин       | Јицак Рабин (1922—1995)          | мир        | за њихове напоре да створе мир на Блиском истоку                                            | награда је подељена са Јасер Арафатом                                | [ 17 ] |
| 5   | 2002.  | Даниэль Канеман   | Данијел Канеман (1934—2024)      | економија  | за интеграцију увида из психологије у економску науку                                       | награда је подељена са Верноном Смитом                               | [ 19 ] |
| 6   | 2004.  | Аарон Чехановер   | Арон Чихановер (рођ. 1947)       | хемија     | за откриће деградације протеина посредоване убиквитином                                     | награда је подељена са Ирвином Роузом                                | [ 21 ] |
| 7   | 2004.  | Аврам Гершко      | Аврам Хершко (рођ. 1937)         | хемија     | за откриће деградације протеина посредоване убиквитином                                     | награда је подељена са Ирвином Роузом                                | [ 22 ] |
| 8   | 2005.  | Израэль Ауман     | Роберт Ауман (рођ. 1930)         | економија  | за побољшање нашег разумевања конфликта и сарадње кроз анализу теорије игара                | награда је подељена са Томасом Шелингом                              | [ 24 ] |
| 9   | 2009.  | Ада Этель Йонат   | Ада Е. Јонат (рођ. 1939)         | хемија     | за студије структуре и функције рибозома                                                    | награда је подељена са Томасем Стајцом и Венкатраманом Рамакришнаном | [ 25 ] |
| 10  | 2011.  | Данијел Шехтман   | Данијел Шехтман (рођ. 1941)      | хемија     | за откриће квазикристала                                                                    | —                                                                    | [ 26 ] |
| 11  | 2013.  | Мајкл Левит       | Мајкл Левит (рођ. 1947)          | хемија     | за развој мултискалних модела за сложене хемијске системе                                   | награда је подељена са Мартином Карплусом                            | [ 29 ] |
| 12  | 2013.  | Данијел Шехтман   | Арје Варшел (рођ. 1940)          | хемија     | за развој мултискалних модела за сложене хемијске системе                                   | награда је подељена са Мартином Карплусом                            | [ 30 ] |
| 13  | 2021.  | Џошуа Ангрист     | Џошуа Ангрист (рођ. 1960)        | економија  | за њихове методолошке доприносе анализи узрочних веза                                       | награда је подељена са Дејвидом Кардом и Гвидом Имбенсом             | [ 10 ] |

## Напомена
1. ↑  Објављивао је на хебрејском, користећи акроним ש"י עגנון као своје име, а на енглеском као С. Ј. Агнон.
2. ↑  Рођен у Аустроугарској (данас територија Украјине), настанио се у Јерусалиму 1907. године. Након боравка у Европи (1913-1924), коначно је отишао у Палестину под управом Британије.[11].
3. ↑  Рођен у Рускогм царству (од 1918. - територија Пољске, сада - територија Белорусије). Године 1941, као пољски држављанин, придружио се Андерсовој армији, а у мају 1942. одселио се у Палестину.[13].
4. ↑  Шимон Перес, родом из Пољске (сада територија Белорусије), емигрирао је у Палестину са својом породицом 1934. године.[15].
5. ↑  У време доделе награде, имао је двојно америчко држављанство и радио је на Универзитету Принстон.[18].
6. ↑  Аврам Хершко је родом из Мађарске, а његова породица је емигрирала у Израел 1950. године.[20].
7. ↑  Рођен у Немачкој, његова породица је емигрирала у Сједињене Америчке Државе 1948. године. Године 1956. емигрирао је у Израел.[23].
8. ↑  Мајкл Левит, родом из Јужноафричке Уније, био је држављанин Уједињеног Краљевства и двојни држављанин САД и Израела у време доделе награде[27].
9. ↑  Арје Варшел је у тренутку доделе награде имао двојно америчко држављанство.[28].
10. ↑  Грађанин Сједињених Америчких Држава по праву рођења. Држављанство Израела добио је 1982. године као резултат имиграције.[31].